# Alexander Cunningham (archeoloog)

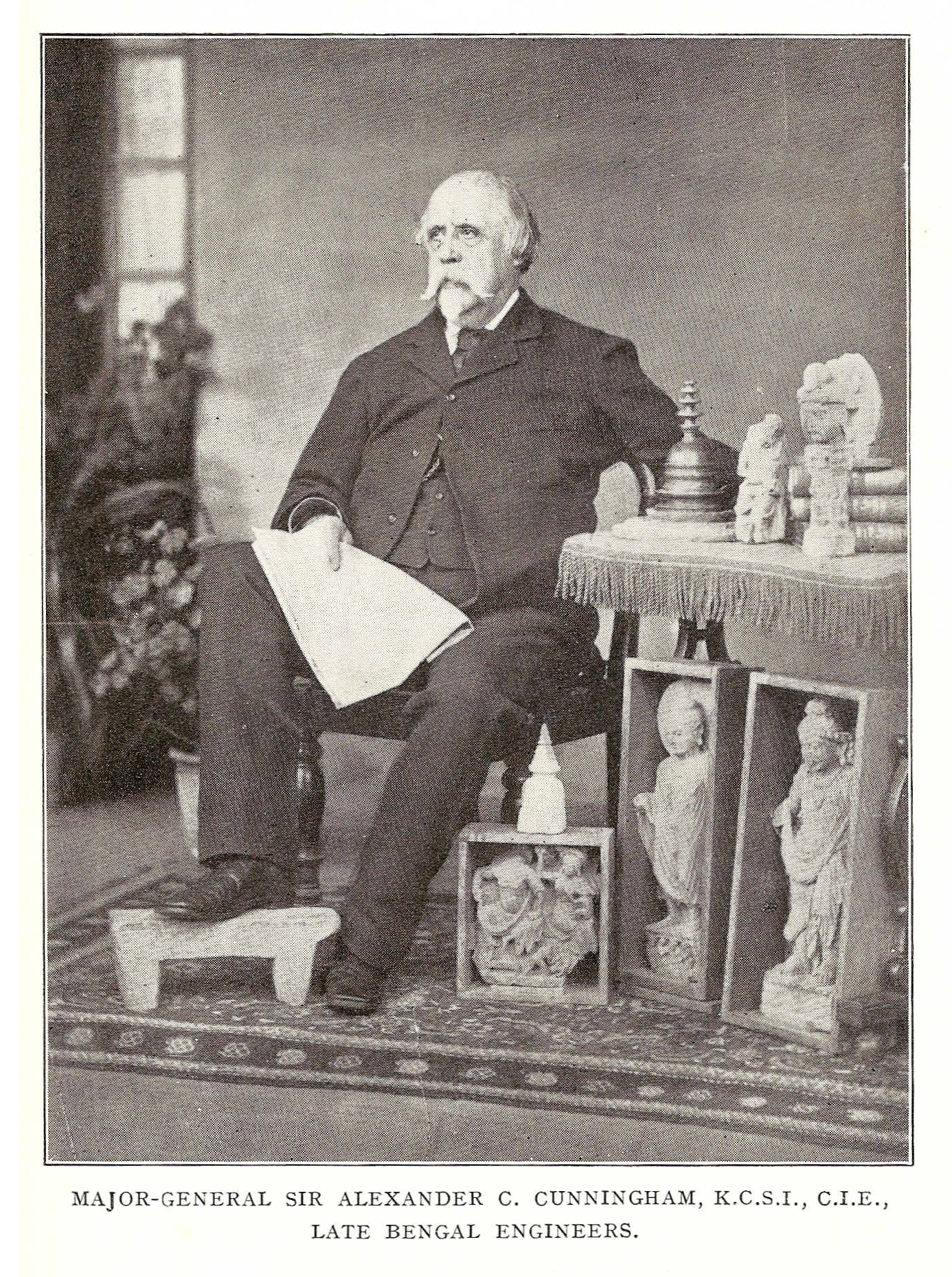
Alexander Cunningham

Alexander Cunningham (Londen, 23 januari 1814 - aldaar, 28 november 1893) was een Engels militair en archeoloog in Brits-Indië. Cunningham was een verwoed schrijver over de geschiedenis van India en verzamelaar van historische artefacten. Hij was de stichter van de Archeological Survey of India.

## Levensloop en militaire carrière
Alexander Cunningham was de tweede zoon van de Schotse dichter Allan Cunningham en diens vrouw Jean Walker. Samen met zijn oudere broer Joseph bezocht hij de boarding school Christ's Hospital. Sir Walter Scott was een vriend van Allan Cunningham en wist zijn invloed aan te wenden om voor diens zoons een plek in de cadetopleiding van de East India Company te verkrijgen. Alexander werd op 19-jarige leeftijd toegevoegd aan de Bengal Engineers en uitgezonden naar Brits-Indië. Hij kwam in juni 1833 aan in Calcutta. Niet veel later ontmoette hij de oriëntalist James Prinsep, die zijn interesse voor de Indiase geschiedenis wist te wekken.
Van 1836 tot 1840 was Cunningham adjudant van Lord Auckland, de gouverneur-generaal van Brits-Indië. Hij trouwde in 1840 met Alicia Maria Whish. In 1841 werd hij aan de staf van de nawab van Avadh toegevoegd. Het jaar erop werd hij echter opgeroepen om deel te nemen aan een militaire campagne in Budelkhand tegen de maharadja van Jaipur. In 1843 nam hij deel aan de Gwalior Campaign, een veldtocht om een opstand van de Maratha's onder Mahadji Rao Scindia in Malwa neer te slaan. In december dat jaar vocht hij in de slag bij Punniar. Als officier van de genie was hij verantwoordelijk voor de reconstructie van een brug over de rivier de Morar. 

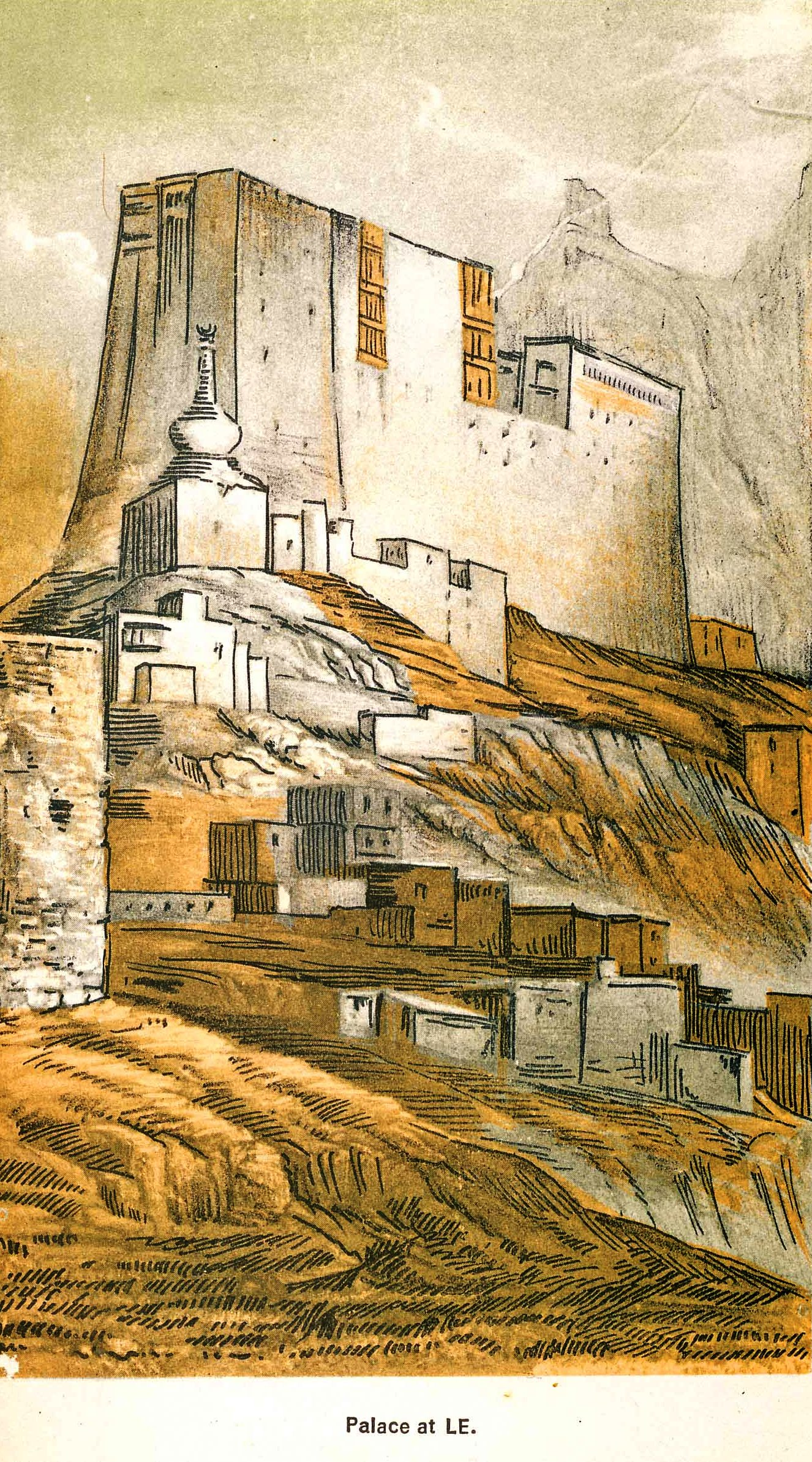
Schets van het koninklijk paleis van Leh door Alexander Cunningham in 1854.

Na het uitbreken van de Eerste Sikhoorlog in 1845 werd Cunningham naar de Punjab gezonden, om daar twee noodbruggen over de Beas aan te leggen voorafgaand aan de slag bij Sobraon. De oorlog resulteerde in een snelle overwinning van de Britten, die daarop van Punjab een vazalstaat maakten en Kasjmir aan hun rijk toevoegden. De Britse bondgenoot Gulab Singh werd aangesteld als maharadja van Jammu en Kasjmir. Alexander Cunningham kreeg van gouverneur-generaal Hardinge de leiding over de commissie die met de Chinezen en Tibetanen moest onderhandelen om de grenzen van de nieuwe vorstenstaat (en daarmee het noorden van Brits-Indië) vast te stellen. De pogingen in contact te komen met de Tibetanen liepen echter op niets uit. Wel wist Cunningham Ladakh en het westen van Tibet te onderzoeken. Enkele leden van de commissie, Henry en Richard Strachey en Thomas Thomson, wisten tot aan het Manasarovarmeer in Tibet door te dringen. Cunningham schreef een verslag over de tempels van Kasjmir en Ladakh. Tijdens de Tweede Anglo-Sikhoorlog van 1848-1849 diende hij opnieuw tegen de sikhs: hij vocht in de slagen bij Chillianwala en Gujrat. 
In 1851 onderzocht Cunningham de boeddhistische ruïnes van Centraal-India. In 1856 werd hij aangesteld als hoofd van de genie in Birma, dat kort daarvoor door de Britten was veroverd. Vanwege zijn plaatsing in Birma was hij niet in India tijdens de opstand van 1857. In 1858 werd hij in de North-Western Provinces (tegenwoordig het noordwesten van Pakistan, langs de Afghaanse grens) aangesteld, opnieuw als hoofd van de genie. Toen hij in 1861 met pensioen ging, was hij opgeklommen tot de rang van generaal-majoor.

## Werk in de archeologie
In de eerste helft van de 19e eeuw was de archeologie een populaire hobby onder de koloniale machthebbers van Brits-Indië. Geïnspireerd door Napoleons veldtocht naar Egypte was de Italiaanse avonturier Jean-Baptiste Ventura, een huursoldaat in dienst was van maharadja Ranjit Singh, begonnen systematisch ruïnes af te graven op zoek naar Griekse munten. Al snel werd duidelijk dat deze munten samen met inscripties in tempels en zuilen een bron van historische informatie vormden, aan de hand waarvan de politieke geschiedenis van India ontrafeld kon worden.
Cunningham had in 1837 met Frederick Charles Maisey de boeddhistische ruïnes van Sarnath onderzocht. Hij leidde in 1842 opgravingen van boeddhistische ruïnes in Sankassa en in 1851 in Sanchi. Hij probeerde aan de hand van archeologische vondsten de vroege geschiedenis van het boeddhisme te ontrafelen. Later probeerde hij aan de hand van de verslagen van Chinese pelgrims als Xuanzang (7e eeuw) de heiligdommen die ze beschreven te herontdekken. Hij reisde voor dat doel kriskras door het noorden van India. Hij motiveerde het onderzoek naar de vroege geschiedenis van India op politieke wijze: door aan te tonen dat India historisch beter af was in tijden dat het verenigd was onder een heerser, wilde hij de koloniale heerschappij van de Britten verdedigen. Ook hoopte hij aan te kunnen tonen dat het hindoeïsme in de loop der tijd grote veranderingen heeft ondergaan, waarmee hij het - onder de Indiase bevolking zeer onpopulaire - christelijke zendelingenwerk van de Britten wilde verdedigen.
Na zijn pensioen in 1861 werd Cunningham door Lord Canning tot "archeological surveyor to the government of India" benoemd (archeologisch onderzoeker van de regering van India), een speciaal voor hem bedachte positie. In 1865 raakten de financiële middelen echter op en was Cunningham gedwongen naar Engeland terug te keren. In Londen werkte hij als bankier, maar tegelijkertijd wist hij een boek te schrijven over Indiase geschiedenis, dat de eeuwen rond het begin van de christelijke jaartelling behandelde. Dit noemde hij de "boeddhistische periode". De bedoeling was dat een tweede deel over de "islamitische periode" zou volgen, maar daarvan kwam het niet. In 1871 richtte Lord Mayo de Archeological Survey of India op, waarvan Cunningham de directeur werd. Hij keerde daarop terug naar India. Iedere winter leidde hij opgravingen, waarbij hij ruïnes en monumenten beschreef van Taxila in het westen tot Gaur in het oosten.
Cunningham keerde in 1885 definitief terug naar Engeland, waar hij de rest van zijn leven wijdde aan het beschrijven van zijn vondsten en collecties. Zijn uitgebreide muntenverzameling schonk hij aan het British Museum, hoewel een groot deel verloren ging bij een scheepsramp voor de kust van Ceylon. Hij adviseerde het museum ook een van de monumentale bogen van de stoepa van Sanchi over te laten komen als pronkstuk van een permanente expositie over de Indiase geschiedenis.
Alexander Cunningham werd onderscheiden als Companion of the Order of the Star of India (CSI) in 1870 en Knight Commander of the Order of the Indian Empire (KCIE) in 1887. Wegens deze onderscheidingen droeg hij de titel "Sir" voor zijn naam.